# Čarls Bačelor
Čarls Bačelor (25. decembar 1845 - 1. januar 1910) bio je izumitelj i bliski saradnik američkog izumitelja Tomasa Alve Edisona tokom većeg dela Edisonove karijere. Bio je uključen u neke od najvećih izuma i tehnoloških dostignuća u istoriji.

## Biografija
Čals Bačelor je rođen na katolički Božić, 1845, i odrastao je u Mančesteru, u Engleskoj. Bio je crtač i mehaničar, a kasnije i prijatelj Tomasa Alve Edisona i njegova desna ruka. Godine 1870, dok je radio za proizvođača tekstilne opreme, poslat je u Sjedinjene Američke Države da instalira opremu u fabriku tekstila u Njuarku, Nju Džerzi. U to vreme glavna laboratorija i prodavnica Tomasa Edisona su se takođe nalazili u Njuarku gde su se i sreli.
Čarls Bačelor je postao jedan od najbližih Edisonovih laboratorijskih asistenata i poslovnih partnera tokom 1870-ih i 1880-ih. Pomogao je Edisonu sa nekim od njegovih najvažnijih projekata u oblasti telegrafije, telefonije, fonografa i električne rasvete.
Edison mu je često poveravao i odgovornost za posebne projekte. Godine 1879. otišao je u London da nadgleda tehničke operacije Edison Telefonske kompanije iz Velike Britanije, ali se on tamo razbolio i vratio se u Menlo Park. Dve godine kasnije Bačelor je instalirao model stanice za električno osvetljenje za Međunarodnu izložbu električne energije 1881. godine u Parizu. Bačelor je tamo ostao naredne tri godine kao menadžer u kompanijama za električnu rasvetu Edison koje su osnovane u Francuskoj. Edisonova praksa bila je da svojim ključnim asistentima da udeo u svojim kompanijama i da im dozvoli da investiraju u poslovne poduhvate koji su rezultat njihove inventivne aktivnosti. Zajedno sa drugim Edisonovim asistentima kao što su Edvard H. Džonsnon, Samjuel Insul, Fransis Robins Anron, Bačelor je bio investitor u Edisonovim proizvodnim preduzećima.
Dok je bio u Parizu, Čarls Bačelor je takođe prepoznao veštine mladog inženjera Nikole Tesle. Godine 1884. kada je Bačelor vraćen u SAD da upravlja Edisonovom firmom, zatražio je da se i Tesla dovede u SAD.
Godine 1887, kada je Edison preselio svoju eksperimentalnu laboratoriju u Vest Orindž,Nju Džersi, Bačelor je nadgledao izgradnju zgrada. Kasnije je postao blagajnik i generalni direktor GEC-a (General Electric Company).
Nakon povlačenja iz GEC-a, Bačelor se 1899. vratio da radi za Edison Ore-Milling Compani. Posle neuspeha u preradi rude (u kojoj je bio veliki investitor), Bačelor je napustio Edisonovo zaposlenje kako bi nastavio da radi negde drugde. Njihov radni odnos trajao je trideset godina. Putovao je sa svojom suprugom Rozanom i njihovim ćerkama. Radio je na prodaji hartija od vrednosti i na kraju je postao predsednik Tailor Foundri Compani.

## Spoljašnje veze
- Charles Batchelor (језик: енглески)